# Andi Deris
Andreas «Andi» Deris (Karlsruhe, Alemania, 18 de agosto de 1964) es un vocalista alemán. Es conocido por ser miembro de la banda de power metal y speed metal Helloween desde 1994. También fue cofundador y cantante principal de la banda Pink Cream 69. Deris también tiene una carrera como vocalista solista. Es el propietario del estudio musical «Mi Sueño» que se encuentra en Tenerife, España, isla en la que reside desde 1998.

## Biografía

### Primeras bandas (1979 - 1987)
Andi comenzó a cantar en su primera banda llamada Paranoid cuando tenía la edad de 15 años. Dos años después, la banda cambió su nombre por el de Nameless. En Nameless Deris se quedó con su compañero de la escuela, el baterista Ralf Maurer, quien también tocó en los dos discos solistas de Andi. Más tarde, cuando tenían aproximadamente 19 años, ellos crearon una banda llamada Kymera, con la cual realizaron un álbum, titulado No Mercy. Sin embargo, Ralf comenzó a realizar sus estudios superiores y no tuvo tiempo para la banda. El lugar de baterista fue tomado por Costa Zafiriou.

### Pink Cream 69 (1987-1993)
En 1987, cuando Andi tenía 22 años, conformó la banda Pink Cream 69, que en su alineación original contaba con: Dennis Ward, Kosta Zafiriou, Alfred Koffler y el mismo Andi Deris. 
Se hicieron bastante populares, llamando la atención de varias empresas discográficas, optando finalmente por firmar contrato con la CBS (Sony Music hoy día). Pink Cream realizó tours por Europa, América y Japón y lanzó 3 álbumes con Andi Deris como vocalista.

### Helloween y su carrera como solista (1993-presente)

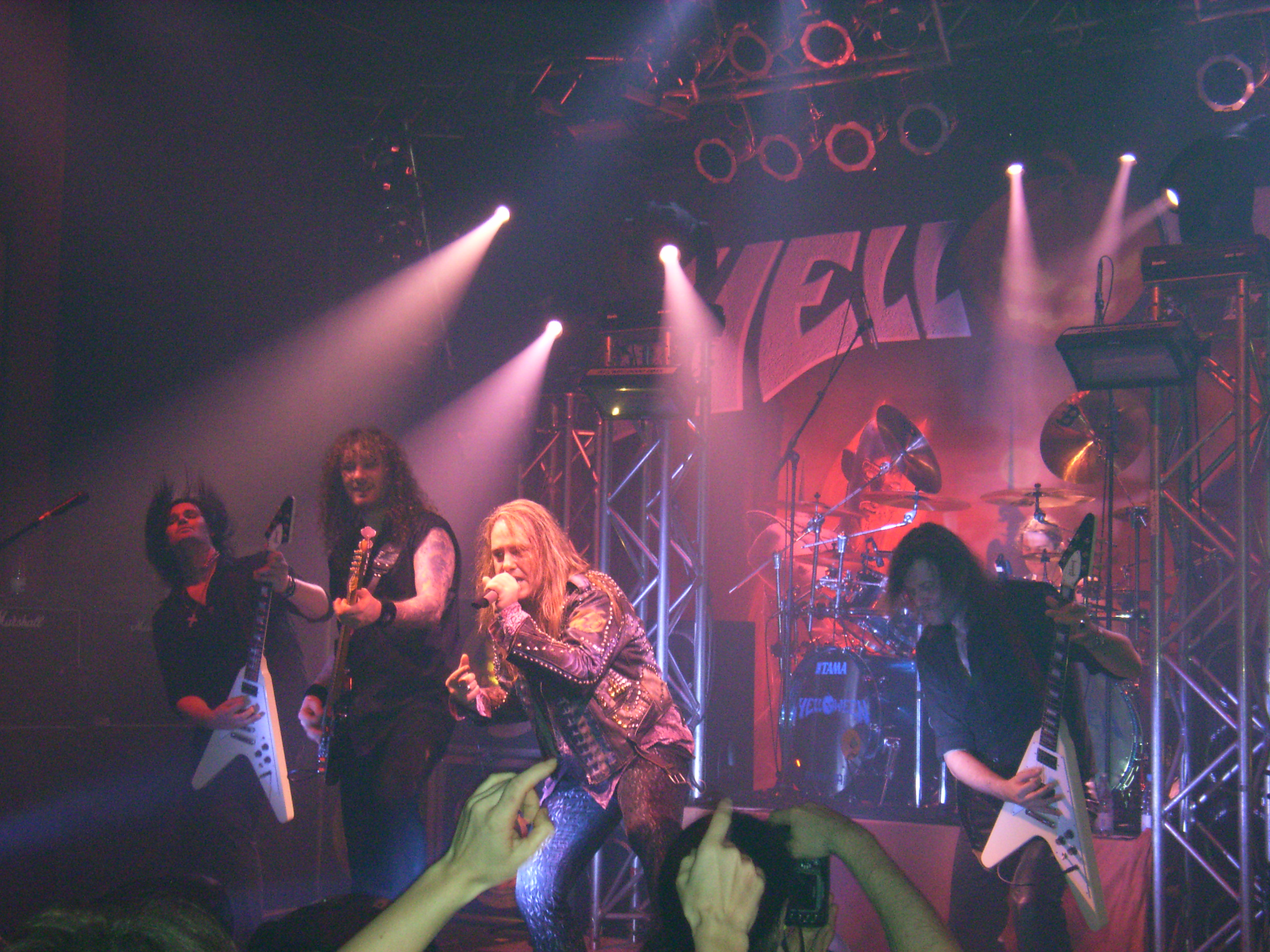
Andi Deris en una presentación en vivo con su actual banda, Helloween

En 1993 Helloween sufrió modificaciones en su alineación. Deris toma el lugar de Michael Kiske, cuando este fue expulsado de la banda por diferencias musicales, y el ex-Gamma Ray Uli Kusch reemplazó en la batería a Ingo Schwichtenberg. De esta forma, el revitalizado Helloween compuso el disco Master Of The Rings; disco que venía a reposicionar a la banda tras el poco comercial Chameleon. The Time of the Oath en 1996 disparó aún más las ventas, concluyendo el éxito con una gira mundial y un álbum en vivo, titulado, High Live, realizado con la edición de 3 conciertos en España e Italia, que además fue lanzado en DVD. Mientras la banda volvía a las grandes ligas musicales, Andi aprovechando el éxito comercial que tenía en la banda, lleva a cabo la grabación su primer álbum como solista, titulado Come in From the Rain. Andreas había abandonado el sonido tradicional de Helloween para experimentar con nuevos estilos. Allí, Andi Deris cantó y tocó guitarra, incluyendo a los siguientes músicos en aquella ocasión: Peter Idera (guitarra), Ralph Maison (batería y segunda voz) y Gisbert Royder (bajo).
En 1998, Helloween lanzó el disco Better Than Raw, con un Andi que usó nuevas técnicas vocales, pasando desde voces duras y desgarradoras, llegando hasta tonos sumamente agudos, reflejados en las canciones Push y Revelation (recursos que después usaría en algunas canciones del disco The Dark Ride, como "Deliver Us From Temptation", "Escalation 666" y "Mr. Torture") hasta llegar al otro extremo, con registros bajos en A Handful of Pain y Time. Andi comentó en una entrevista, que la mejor forma de llevar a cabo un disco era trabajando después de ir a pasar una jornada en la playa, cosa que él siempre ha hecho, desde que comenzara con "Pink Cream 69" realizando las labores musicales en "Bahamas, en algún lado". De hecho, su afición lo llevó a optar como residencia las Islas Canarias, en España, viviendo en Tenerife junto al guitarrista de Helloween, Michael Weikath.
En 1999 Helloween lanzó el disco de covers titulado Metal Jukebox, y a la par vino el segundo álbum solista de Andi, Done by Mirrors que fue lanzado en Japón, aunque en otras partes del mundo fue lanzado sólo en el año 2000 debido a conflictos con la empresa discográfica. Don Pupillo tomó el lugar de guitarrista líder esta vez, aunque Andi también en algunos pasajes del disco tocara guitarra. The Dark Ride apareció con un Andi utilizando estilos aún más diferentes en materia vocal, como lo son sus gritos en "Inmortal" o su voz de medio tono muy raposa de "Mirror, Mirror". Todo esto se complementa con un canto cercano a la ópera, usado en la mayor parte de las canciones, como ocurre magistralmente en la canción que le da el nombre al disco. 
Después de "The Dark Ride", Helloween despidió a Roland Grapow y a Uli Kusch vía correo electrónico. El álbum Rabbit Don't Come Easy llevó a la banda a su primer tour por los Estados Unidos desde 1998. En materias estilísticas se evidenció un paso atrás, reflejado en la primacía de los tonos bajos y las canciones oscuras que desplazaron a las tradicionales canciones de Helloween con su estilo "feliz". Como Deris dijo en una entrevista, para un vocalista, su lado vocal se va complicando cada vez más.

En el año 2005, el cuestionado Keeper of the Seven Keys - The Legacy fue lanzado, pues se pensó que fue una estrategia comercial, ya que el sonido es diferente a los clásicos Keeper. Allí se ve a un Andi sacando el máximo provecho de sus habilidades vocales. El primer sencillo y videoclip del disco fue para la canción "Mrs. God". Además, en este disco, por primera vez en su historia, Helloween realizó una canción que fuese interpretada por un dueto, con Andi y la vocalista de Blackmore's Night, Candice Night, en la canción "Light the Universe". Para esa canción se lanzó el segundo sencillo y videoclip del disco. Un doble CD y DVD fue lanzado el 2007, tras la gira mundial de Helloween tras The Legacy.

## Estilo como cantante
La voz de Deris se caracteriza por su estilo rasgado y su timbre de voz. La voz de Andi encajó con el sonido de la segunda era de Helloween (que comenzó con el álbum Master of The Rings de 1994), la cual es más pesada que la era con Kai Hansen a la guitarra y Michael Kiske a las voces.

## Discografía

### ConPink Cream 69
- 1989 Pink Cream 69
- 1991 One Size Fits All
- 1991 49°/8° MCD
- 1991 36°/140° MCD
- 1993 Games People Play
- 1993 Size It Up! - Live In Japan VIDEO

### ConHelloween
- 1994 Master Of The Rings
- 1996 The Time Of The Oath
- 1996 High Live
- 1998 Better Than Raw
- 1999 Metal Jukebox
- 2000 The Dark Ride
- 2003 Rabbit Don't Come Easy
- 2005 Keeper Of The Seven Keys - The Legacy
- 2006 Keeper Of The Seven Keys - Live In Sao Paulo
- 2007 Gambling With the Devil
- 2009 Unarmed
- 2010 7 Sinners
- 2013 Straight Out of Hell
- 2015 My God-Given Right
- 2021 Helloween (álbum 2021)

### Álbumes como solista
- 1997 Come in From the Rain
- 1999 Done by Mirrors
- 2013 Million-Dollar Haircuts On Ten-Cent Heads

### Singles como solista
- 1997 1000 Years Away
- 1997 Good Bye Jenny